# 1966 (numero)
Millenovecentosessantasei (1966) è il numero naturale dopo il 1965 e prima del 1967.

## Proprietà matematiche
- È un numero pari.
- È un numero composto da 4 divisori: 1, 2, 983, 1966. Poiché la somma dei suoi divisori (escluso il numero stesso) è 986 < 1966, è un numero difettivo.
- È un numero semiprimo.
- È un numero di Smith nel sistema numerico decimale.
- È un numero di Ulam.
- È un numero congruente.
- È un numero intero privo di quadrati.
- È un numero malvagio.
- È parte della terna pitagorica (1966, 966288, 966290).

## Astronomia
- 1966 Tristan è un asteroide della fascia principale del sistema solare.

## Astronautica
- Cosmos 1966 è un satellite artificiale russo.